# Coppa panamericana femminile di pallavolo 2011
La X Coppa panamericana femminile di pallavolo si è svolta dal 1º al 9 luglio 2011 a Ciudad Juárez, in Messico. Al torneo hanno partecipato 12 squadre nazionali nordamericane e sudamericane e la vittoria finale è andata per la terza volta al Brasile. Il torneo è stato valido anche come qualificazione al World Grand Prix 2012: oltre al Brasile, qualificato tramite wild-card, si sono qualificate le prime 4 squadre nordamericane classificate e la prima sudamericana classificata.

## Squadre partecipanti
| - Argentina - Brasile - Canada - Cile - Costa Rica - Cuba | - Messico - Perù - Porto Rico - Rep. Dominicana - Stati Uniti - Trinidad e Tobago |

## Gironi
| Girone A                                           | Girone B                                                         |
| -------------------------------------------------- | ---------------------------------------------------------------- |
| Argentina Canada Cile Cuba Messico Rep. Dominicana | Brasile Costa Rica Perù Porto Rico Stati Uniti Trinidad e Tobago |

## Fase finale

### Finali 1º e 3º posto
|  | Quarti      | Quarti          |                 |             | Semifinali         | Semifinali         |  |  | Finale 1º/2º posto | Finale 1º/2º posto |
|  |             |                 |                 |             |                    |                    |  |  |                    |                    |
|  |             |                 |                 |             |                    |                    |  |  |                    |                    |
|  |             |                 |                 |             |                    |                    |  |  |                    |                    |
|  | -           | -               |                 |             |                    |                    |  |  |                    |                    |
|  | -           | -               |                 |             |                    |                    |  |  |                    |                    |
|  | -           | -               |                 |             |                    |                    |  |  |                    |                    |
|  | -           | -               | Brasile         | 3           |                    |                    |  |  |                    |                    |
|  |             |                 | Brasile         | 3           |                    |                    |  |  |                    |                    |
|  |             | Cuba            | 1               |             |                    |                    |  |  |                    |                    |
|  | Cuba        | Cuba            | 1               | 3           |                    |                    |  |  |                    |                    |
|  | Cuba        |                 |                 | 3           |                    |                    |  |  |                    |                    |
|  | Porto Rico  | 0               |                 |             |                    |                    |  |  |                    |                    |
|  | Porto Rico  | 0               | Brasile         | 3           |                    |                    |  |  |                    |                    |
|  |             |                 | Brasile         | 3           |                    |                    |  |  |                    |                    |
|  |             | Rep. Dominicana | 0               |             |                    |                    |  |  |                    |                    |
|  | -           | Rep. Dominicana | 0               | -           |                    |                    |  |  |                    |                    |
|  | -           |                 |                 | -           |                    |                    |  |  |                    |                    |
|  | -           | -               |                 |             |                    |                    |  |  |                    |                    |
|  | -           | -               | Rep. Dominicana | 3           | Finale 3º/4º posto | Finale 3º/4º posto |  |  |                    |                    |
|  |             |                 | Rep. Dominicana | 3           | Finale 3º/4º posto | Finale 3º/4º posto |  |  |                    |                    |
|  |             | Stati Uniti     | 1               |             |                    |                    |  |  |                    |                    |
|  | Stati Uniti | Stati Uniti     | 1               | 3           | Cuba               | 0                  |  |  |                    |                    |
|  | Stati Uniti |                 |                 | 3           | Cuba               | 0                  |  |  |                    |                    |
|  | Argentina   | 0               |                 | Stati Uniti | 3                  |                    |  |  |                    |                    |
|  | Argentina   | 0               |                 |             | 3                  |                    |  |  |                    |                    |
|  |             |                 |                 |             |                    |                    |  |  |                    |                    |
|  |             |                 |                 |             |                    |                    |  |  |                    |                    |

### Finali 5º e 7º posto
|  | Quarti            | Quarti     |            |        | Semifinali         | Semifinali         |  |  | Finale 5º/6º posto | Finale 5º/6º posto |
|  |                   |            |            |        |                    |                    |  |  |                    |                    |
|  |                   |            |            |        |                    |                    |  |  |                    |                    |
|  |                   |            |            |        |                    |                    |  |  |                    |                    |
|  | Perù              | 3          |            |        |                    |                    |  |  |                    |                    |
|  | Perù              | 3          |            |        |                    |                    |  |  |                    |                    |
|  | Messico           | 0          |            |        |                    |                    |  |  |                    |                    |
|  | Messico           | 0          | Perù       | 2      |                    |                    |  |  |                    |                    |
|  |                   |            | Perù       | 2      |                    |                    |  |  |                    |                    |
|  |                   | Argentina  | 3          |        |                    |                    |  |  |                    |                    |
|  | -                 | Argentina  | 3          | -      |                    |                    |  |  |                    |                    |
|  | -                 |            |            | -      |                    |                    |  |  |                    |                    |
|  | -                 | -          |            |        |                    |                    |  |  |                    |                    |
|  | -                 | -          | Argentina  | 2      |                    |                    |  |  |                    |                    |
|  |                   |            | Argentina  | 2      |                    |                    |  |  |                    |                    |
|  |                   | Porto Rico | 3          |        |                    |                    |  |  |                    |                    |
|  | -                 | Porto Rico | 3          | -      |                    |                    |  |  |                    |                    |
|  | -                 |            |            | -      |                    |                    |  |  |                    |                    |
|  | -                 | -          |            |        |                    |                    |  |  |                    |                    |
|  | -                 | -          | Porto Rico | 3      | Finale 7º/8º posto | Finale 7º/8º posto |  |  |                    |                    |
|  |                   |            | Porto Rico | 3      | Finale 7º/8º posto | Finale 7º/8º posto |  |  |                    |                    |
|  |                   | Canada     | 1          |        |                    |                    |  |  |                    |                    |
|  | Canada            | Canada     | 1          | 3      | Perù               | 0                  |  |  |                    |                    |
|  | Canada            |            |            | 3      | Perù               | 0                  |  |  |                    |                    |
|  | Trinidad e Tobago | 0          |            | Canada | 3                  |                    |  |  |                    |                    |
|  | Trinidad e Tobago | 0          |            |        | 3                  |                    |  |  |                    |                    |
|  |                   |            |            |        |                    |                    |  |  |                    |                    |
|  |                   |            |            |        |                    |                    |  |  |                    |                    |

## Classifica finale
| Pos     | Squadra           | Rosa |
| ------- | ----------------- | --- |
| Oro     | Brasile           | Formazione: 1 Claudino, 2 Barreto, 3 Lins, 4 Pequeno, 6 de Menezes, 8 Oliveira, 9 Nogueira, 12 Pereira, 13 de Castro, 14 de Oliveira, 16 Garay, 17 de Souza, CT: Guimarães   |
| Argento | Rep. Dominicana   | Formazione: 1 Vargas, 2 Burgos, 3 Eve, 5 Castillo, 7 Marte, 9 Núñez, 10 Cabral, 12 Echenique, 13 Rondón, 14 Rivera, 17 Mambrú, 18 de la Cruz, CT: Kwiek                      |
| Bronzo  | Stati Uniti       | Formazione: 2 A. Glass, 4 Pressey, 6 Davis, 9 Joines, 10 K. Glass, 11 Larson, 12 Meendering, 13 Harmotto, 14 Fawcett, 16 Akinradewo, 17 Spicer, 18 Hodge, CT: McCutcheon     |
| 4       | Cuba              | Formazione: 1 Salas, 2 Santos, 3 Rojas, 4 Palacio, 6 Lescay, 8 Borrel, 10 Cleger, 11 Castañeda, 13 Giel, 14 Carcaces, 15 Silié, 18 Álvarez, CT: Gala                         |
| 5       | Porto Rico        | Formazione: 1 Santana, 3 Mojica, 5 Álvarez, 6 Rosa, 7 Enright, 9 Cruz, 10 Reyes, 13 Ferrer, 14 Ortega, 15 Venegas, 17 Morales, 19 Vázquez, CT: Alemán                        |
| 6       | Argentina         | Formazione: 1 Gaido, 3 Nizetich, 5 Fresco, 6 Gildenberger, 9 Jersonsky, 10 Sosa, 11 Pinedo, 12 Bortolozzi, 13 Boscacci, 14 Carlotto, 17 Curatola, 18 Castiglione, CT: Bastit |
| 7       | Canada            | Formazione: 4 Mahon, 6 Hanna, 8 Bradstock, 9 Pavan, 11 Alphonse, 12 Holness, 13 Murray-Méthot, 14 Cordonier, 15 Charuk, 17 Page, 18 Richey, 19 O'Reilly, CT: Ludwig          |
| 8       | Perù              | Formazione: 1 Aquino, 2 Uribe, 3 García, 4 Soto, 5 Palacios, 7 Zamudio, 12 Rueda, 13 La Rosa, 14 Keldibekova, 15 Ortiz, 16 Baylon, CT: Cristofani                            |
| 9       | Messico           | Formazione: 2 Perales, 4 León, 5 Rivera, 6 Sainz, 8 X. Herrera, 9 Maldonado, 10 Revuelta, 14 Ríos, 15 Cheu, 16 Carranza, 18 Aguilera, 19 Gaytán, CT: M. Herrera              |
| 10      | Trinidad e Tobago | Formazione: 1 Kinsale, 3 Thompson, 4 Billingy, 5 Beckles, 6 Jack, 9 Grant, 10 Clifford, 11 Armstrong, 13 Foncette, 15 Blackman, 16 Esdelle, 17 Gloud, CT: Cruz               |
| 11      | Costa Rica        | Formazione: 1 Thompson, 3 Murillo, 4 Gamboa, 5 Cope, 6 Á. Willis, 7 Quesada, 9 V. Willis, 10 Ramírez, 14 Fonseca, 15 Araya, 16 Hines, 17 Arias, CT: Godínez                  |
| 12      | Cile              | Formazione: 2 Santa María, 3 Delano, 4 Ruz, 5 García, 7 Mardones, 8 Espejo, 10 Vorpahl, 11 Cabrera, 12 Garrido, 13 Schüler, 15 Steinmetz, 16 Melo, CT: Jáuregui              |

|  |  |  | Qualificate al World Grand Prix 2012 |